# Mozambique
Pour les articles homonymes, voir Mozambique (homonymie).
République du Mozambique
(pt) República de Moçambique 
Le Mozambique, en forme longue la république du Mozambique, en portugais : Moçambique et República de Moçambique, est un État situé sur la côte orientale du continent africain. Il est entouré par l'Afrique du Sud, l'Eswatini, Madagascar, les Comores, le Zimbabwe, la Zambie, le Malawi et la Tanzanie. La capitale est la ville la plus peuplée du pays, Maputo.
Le territoire est colonisé par l'Empire colonial portugais en 1498. Après plus de quatre siècles de domination coloniale, une guerre d'indépendance se déclenche en 1964 opposant le Portugal au Front de libération du Mozambique (FRELIMO), un mouvement armé anticolonialiste. Le pays obtient son indépendance en 1975 à la suite de la révolution des Œillets en tant que république communiste avec FRELIMO comme parti unique. Deux ans plus tard, une guerre civile éclate en 1977 entre le gouvernement du FRELIMO et les rebelles anti-communistes de la Résistance nationale du Mozambique (RENAMO). Elle se termine en 1992 à l'issue des accords de paix entre RENAMO et FRELIMO instaurant le multipartisme. Cependant, FRELIMO reste le parti dominant malgré le changement de son idéologie du communisme au socialisme démocratique en 1989.
Conservant le portugais comme langue officielle, le Mozambique est le deuxième pays lusophone d'Afrique, derrière l'Angola, par sa population et par sa superficie. Le pays est membre de la Communauté des pays de langue portugaise (CPLP), de l'Organisation internationale de la francophonie (OIF), du Commonwealth et de l'Organisation de la coopération islamique. La population consiste presque exclusivement en des groupes ethniques bantous.

## Histoire

### Une terre abusée
Dès avant l'an mil, de nombreux échanges commerciaux étaient réalisés avec les commerçants arabes mais aussi de l'Ouest de l'archipel indonésien. Ainsi un capitaine persan, Ibn Shahriyar, dans son Livre des merveilles de l'Inde, rapporte le témoignage d'un marchand arabe du nom d'Ibn Lakis qui, en 945, voit arriver sur la côte du Mozambique un millier d'embarcations montées par des Waq-Waq qui viennent d'îles « situées en face de la Chine » chercher des produits. Une grande partie de la population littorale au nord est déjà convertie à l'islam.

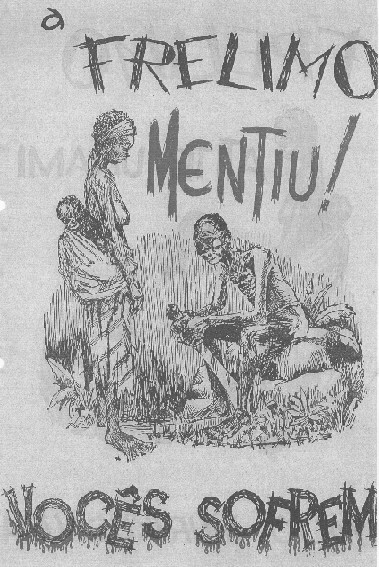
Propagande portugaise contre le FRELIMO.

L'année 1498 marque l'arrivée du navigateur portugais Vasco de Gama. Peu de temps après, les Portugais installent des comptoirs et construisent des forts, et esclavagisent la population. La présence portugaise dure cinq siècles. La côte du Mozambique et particulièrement l’île du même nom deviennent une escale majeure dans le long voyage qui menait les navires portugais de Lisbonne jusqu’en Inde. On s’y pourvoyait en denrées fraîches et en eau potable. L'esclavage fut maintenu jusqu'au XXe siècle, en dépit des protestations de certains pays. Le travail obligatoire était également monnaie courante. Les concessions donnaient aux propriétaires de plantations le droit de recourir à cette méthode de production.
En 1964, le FRELIMO lance la guerre d'indépendance du Mozambique qui se poursuit dix ans. Le FRELIMO n'attend pas le retrait des troupes portugaises de l'Angola pour développer sa propre administration dans les régions « libérées ». Le nombre d'écoles et l'alphabétisation augmentent, des centres de santé sont créés et des cultures agricoles se développent, organisées par le mouvement. En 1973, les premiers « comités du parti » sont créés et l’« École du parti », chargée de former idéologiquement ses cadres.

### L'indépendance
Au terme de la guerre d'indépendance du Mozambique, le pays obtient son indépendance le 25 juin 1975, sous le nom de République populaire du Mozambique et devient un régime communiste que l'ancien mouvement indépendantiste, le FRELIMO, dirige en tant que parti unique. Samora Machel est élu président et met en place un certain nombre de réformes, notamment agraires. Le régime de Samora Machel entreprend également une lutte autoritaire contre le tribalisme et tente de réduire l'influence des religions, ce qui sera mal accepté par une partie de la population.
La première année de l'indépendance est pleine d'espoir, et le régime trouve de nombreux soutiens dans le camp socialiste (URSS, Cuba, Yougoslavie), comme dans la gauche occidentale. Mais le Sud du pays connaît une situation compliquée du fait de la proximité de la Rhodésie et l'Afrique du Sud, tous deux hostiles au nouveau pouvoir, et l'accusant de recueillir des opposants. À partir de 1976 commence un conflit armé, qui dégénère dans une guerre civile sanglante. La RENAMO, anti-marxiste et soutenu par Rhodésie et l'Afrique du Sud , entretient une guérilla qui s'étend et fait près d'un million de morts en quinze ans. La guérilla de la Renamo est si sanglante qu'elle est comparée aux Khmers rouges cambodgiens.
Cela entraîne aussi le pays dans la faillite. Il devient pour les économistes le pays le plus pauvre du globe en 1986, une année qui voit également mourir le président Samora Machel dans un accident d'avion. Joaquim Chissano fait partie du comité central du FRELIMO qui assure l'intérim à la tête de l'État. Le 6 novembre 1986, il prend seul la présidence de la République. À la fin de la guerre civile, en 1992, les accords de paix permettent l'instauration d'une démocratie de type occidental : le FRELIMO, ayant abandonné l'idéologie marxiste-léniniste, demeure au pouvoir par la voie des urnes, Joaquim Chissano est élu président lors de l'élection présidentielle de 1994, tandis que la ReNaMo est démilitarisé et devient un parti légal.
En 1995, le Mozambique entre dans le Commonwealth alors qu'il n'a jamais été administré par le Royaume-Uni, pariant sur les bienfaits d'une intégration économique plus poussée avec les six États anglophones qui l'entourent, les tensions liées à l'apartheid notamment, devenant de l'histoire ancienne. À la fin des années 1990, les « compagnies juniors » canadiennes, investies dans plus de 8 000 propriétés minières, dans plus de 100 pays, pour la plupart encore à l'état de projet multiplient les contrats avec des pays africains parmi lesquels le Mozambique, où la société Beacon Hill Resources exploite une mine de charbon.
Armando Guebuza, du FRELIMO, est président de février 2005 à janvier 2015. Filipe Nyusi, toujours du FRELIMO, lui succède en 2015.
À partir de 2017, ont lieu dans le nord du pays plusieurs attaques de groupuscules islamistes que le gouvernement s'efforce de combattre.
Le président Filipe Nyusi, candidat du parti au pouvoir, le FRELIMO, est réélu en octobre 2019 pour un deuxième mandat de cinq ans avec 73 % des suffrages. Son parti, le FRELIMO, remporte 184 des 250 sièges à l’Assemblée nationale et dirige l’ensemble des dix provinces du pays. Les conditions de déroulement du scrutin et les résultats de cette élection sont une nouvelle fois contestés.
En mars 2019, le cyclone Idai provoque au moins 650 morts, des centaines de milliers de déplacés, plus de 1,8 million de personnes sous assistance humanitaire et de considérables dégâts économiques.
À partir d'octobre 2017, la province de Cabo Delgado, au nord du pays, est touchée par une insurrection djihadiste menée par le groupe Ansar al-Sunnah qui prête allégeance à l'État islamique en juillet 2019,,. Le 24 mars 2021, une attaque à proximité de Palma fait plus de 1400 morts ou disparus dont 55 employés chargés de la mise en œuvre du projet d'extraction gazière et de liquéfaction prévu dans le secteur. Elle entraîne la mise en sommeil du projet jusqu'en 2023.
En 2024, les autorités ont fait état de plusieurs dizaines de morts causés au Mozambique par le cyclone Chido, de la saison cyclonique 2024-2025 dans l'océan Indien sud-ouest, qui a provoqué des pluies torrentielles et des vents violents. Le cyclone a frappé les provinces côtières de Nampula et Cabo Delgado tôt dimanche le 15 décembre, causant des dégâts énormes et coupant l’électricité.

## Politique

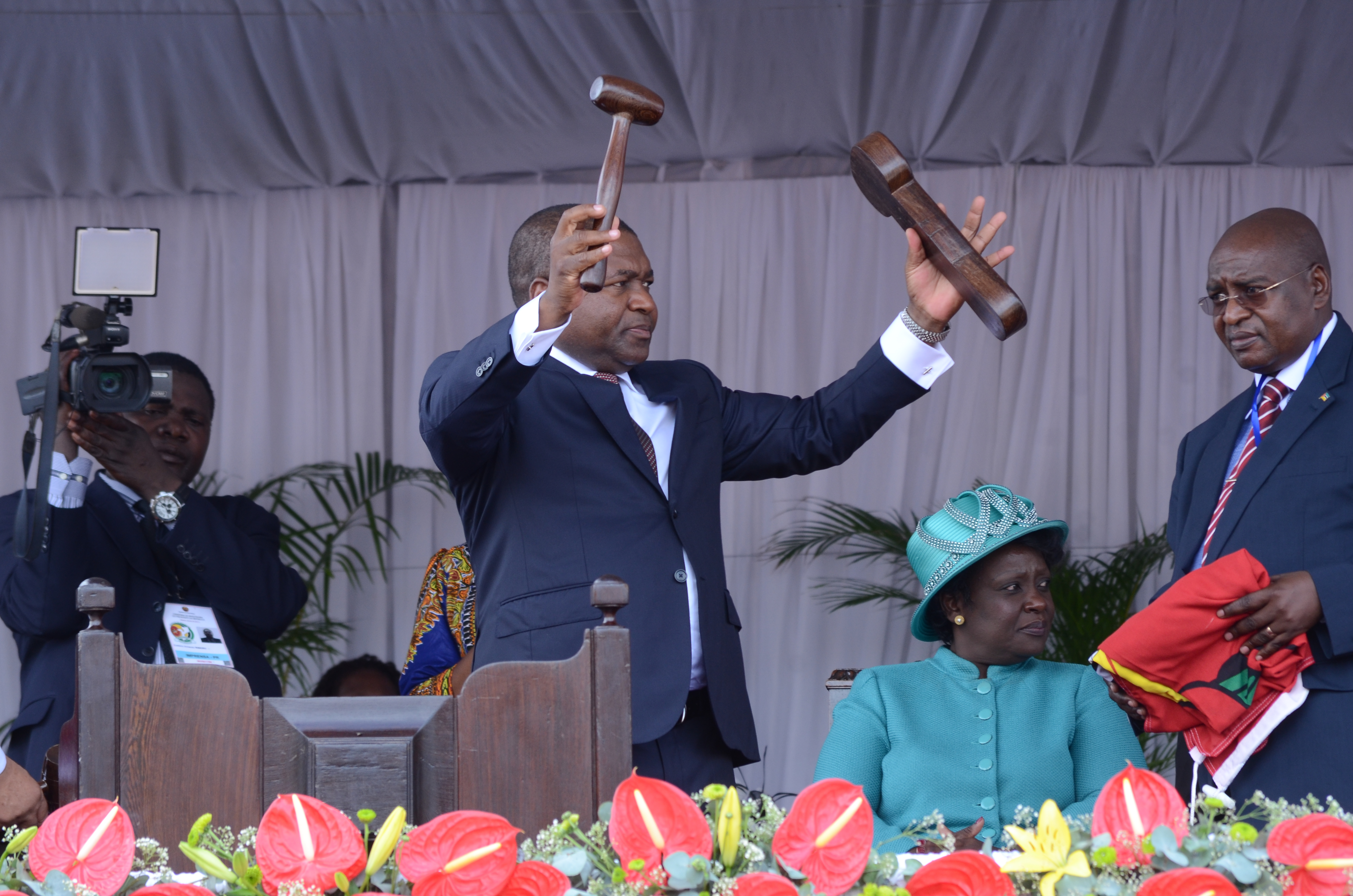
Prise de fonction du président Nyusi (mars 2015).

Le Mozambique est une république. Le président est élu pour un mandat de cinq ans. Dès l'indépendance, le pouvoir est aux mains d'un parti politique dominant, la Front de libération du Mozambique (FRELIMO). Aux yeux des observateurs internationaux et de l'opposition, les élections de 2004 ont été entachées de fraudes et d'irrégularités.
Le 29 juin 2015, un nouveau code pénal entre en vigueur au Mozambique, dépénalisant l’homosexualité et l’avortement.

## Géographie

### Géographie physique
Le Mozambique est limitrophe de la Tanzanie, du Malawi, de la Zambie, du Zimbabwe, de l'Afrique du Sud et de l'Eswatini. Il dispose d'un littoral de plus de 2 000 km sur l'océan Indien. Le pays est une immense façade maritime de l’Afrique australe.
Domaine des savanes coupées par des fleuves venant des plateaux d’Afrique anglophone. Le relief est plus relevé à l’intérieur. Le mont Binga est le point culminant avec 2 436 m.
Le climat varie de tropical à subtropical.
Le Mozambique figure parmi les cinq pays les plus touchés par des catastrophes naturelles entre 2000 et 2019, selon l’Indice mondial des risques climatiques (IRC). Les cyclones et sécheresses en particulier y sont fréquents.

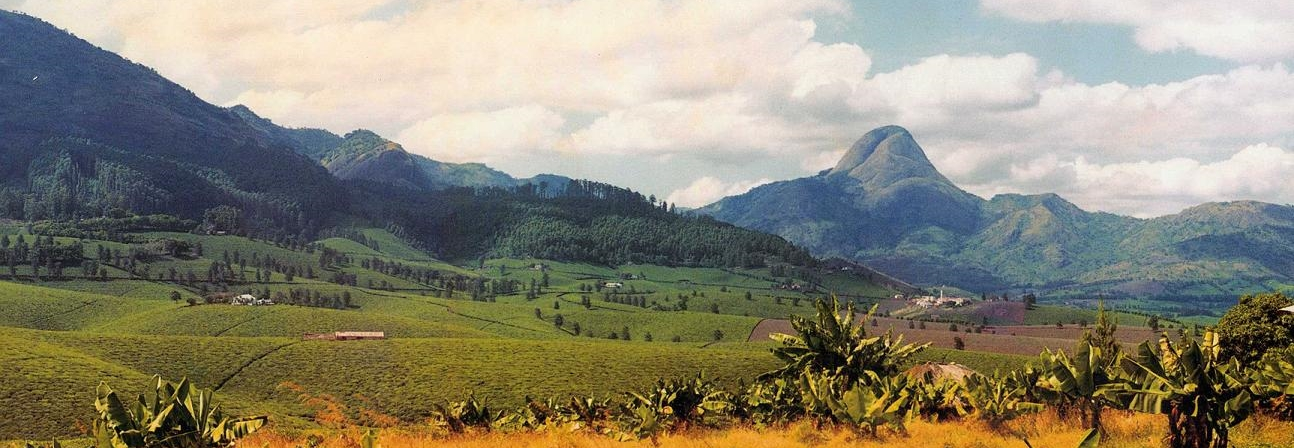
Le mont Murresse.

### Géographie humaine
Le Mozambique est divisée en 11 provinces :
- Maputo, la capitale
- Cabo Delgado
- Gaza
- Inhambane
- Manica
- Maputo
- Nampula
- Niassa
- Sofala
- Tete
- Zambézie

## Économie

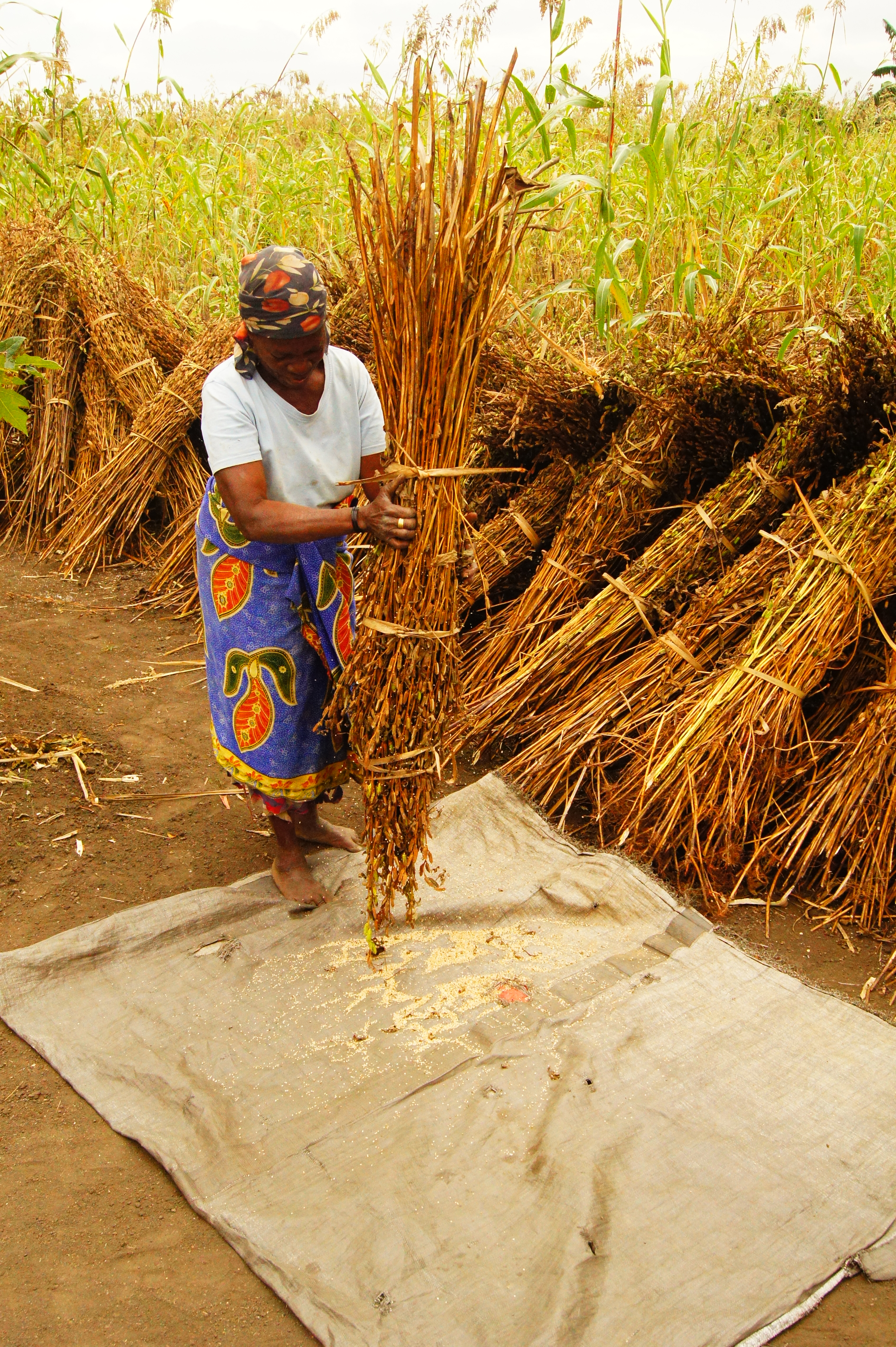
Récolte des graines de sésame.

Le Mozambique est l'un des pays les plus pauvres du monde. Il y a environ 74,5% de la population mozambicaine vivant sous le seuil de pauvreté (avec moins de 1,90$/jour).
En 2021, le Programme des Nations unies pour le développement a classé le Mozambique comme le septième pays le moins développé au monde dans son rapport annuel, lui attribuant un indice de développement humain de 0,446 (contre 0,238 en 1990). En 2024, le Mozambique est classé en 128e position pour l'indice mondial de l'innovation.
L’économie repose essentiellement sur l'agriculture. Environ un actif sur cinq travaille dans le secteur primaire. Des années 1970 à 1990, l’agriculture était entièrement collectivisée. Depuis les années 2000, elle juxtapose des petites fermes familiales et de grandes exploitations appartenant à de grandes entreprises. Les agriculteurs n’arrivent pas à satisfaire les besoins alimentaires mais le pays exporte néanmoins du coton, du sucre, du coprah, une forte production de noix de cajou et une forte production de crevettes. Le pays est au palmarès des huit premiers producteurs de coton d'Afrique de l'Est, du Sud et du Nord au milieu des années 2010.

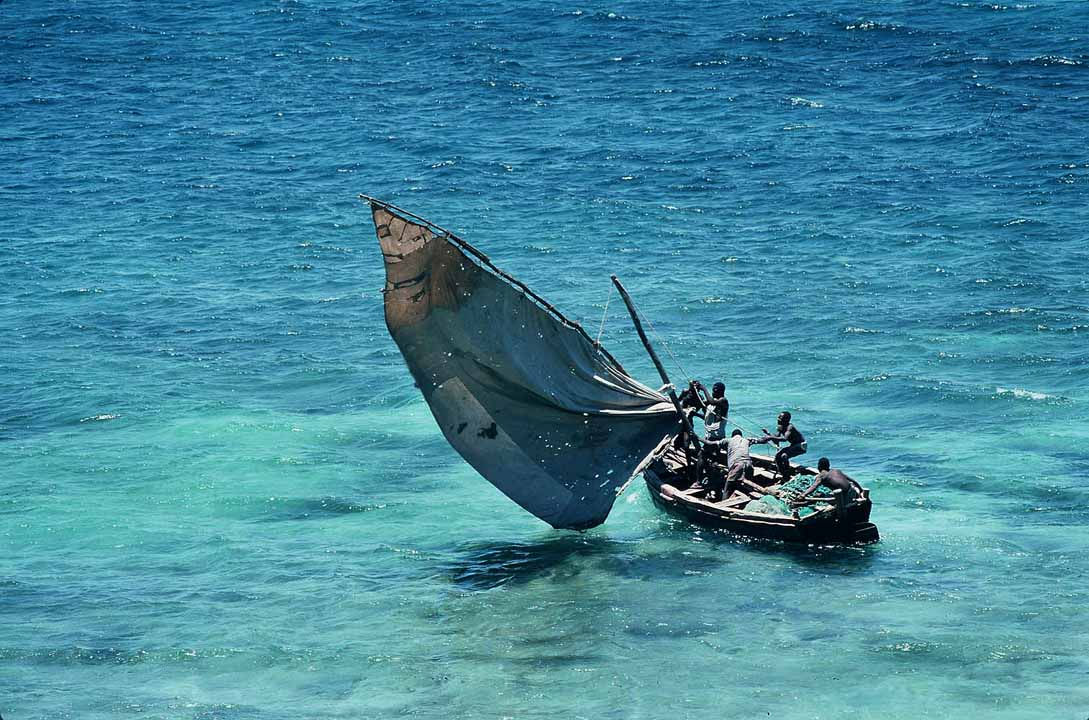
Pêche traditionnelle au Mozambique.

Les principaux atouts de développement du pays sont dans les secteurs du tourisme et dans l’industrie minière. En 2007, de grands projets d'exploitation du sous-sol ont vu le jour pour exploiter les sables minéralisés, le charbon, l'or, la bauxite et le tantale.
L'économie et la politique sont aux mains d’une très petite élite descendant des assimilados, les Africains assimilés par les Portugais durant l’époque coloniale, et une autre plus importante venant de l'Afrique du Sud, voisine. La plupart de la main d’œuvre est mal formée. Le système de formation a été influencé par le passé colonial du pays, mais avec un système secondaire et universitaire peu développé. La colonisation portugaise a occidentalisé les élites en leur imposant une scolarité portugaise, mais juste de niveau primaire. Les élites qui ont conduit le pays à l'indépendance ont transmis à la masse l’éducation qu'ils ont, eux, reçue. L’économie est frappée par la fuite des cerveaux, les rares universitaires formés préférant s'expatrier.
L'aide et les investissements internationaux ont permis au pays de faire quelques progrès spectaculaires. La croissance du PIB est à peu près de 7 % chaque année. En 2009, le Mozambique est le pays qui a la plus faible dette publique en pourcentage du produit intérieur brut avec un taux de 3,7 %. Néanmoins, la découverte en avril 2016 d'une dette cachée de plus de deux milliards de dollars, liée à des emprunts opaques réalisés par des entreprises publiques, donne un coup de frein à la croissance qui chute à 3 % entre 2016 et 2017. Le pays se déclare en défaut de paiement en janvier 2017.
Cependant le manque d’infrastructure, la corruption et la forte prévalence du sida (qui a dramatiquement réduit l’espérance de vie) sont des freins au développement, ainsi que la présence de conflits armés ou d'instabilités civiles à ses frontières, ou des troubles locaux subsistant encore de façon sporadique à la suite de la longue guerre civile, et des difficultés environnementales avec leurs lots de populations déplacées à la suite de graves inondations et de périodes d’intense sécheresse.
À partir de 2010, d'importantes réserves de gaz sont découvertes au large des côtes septentrionales du pays. Elles constitueraient les 4es réserves les plus importantes au monde après le Qatar, la Russie et l'Iran. La localisation de ces gisements constitue un atout du fait de leur facilité d'acheminement vers le marché asiatique. D'ici 2025, le pays peut également devenir l'un des principaux producteurs de charbon.

## Population et société

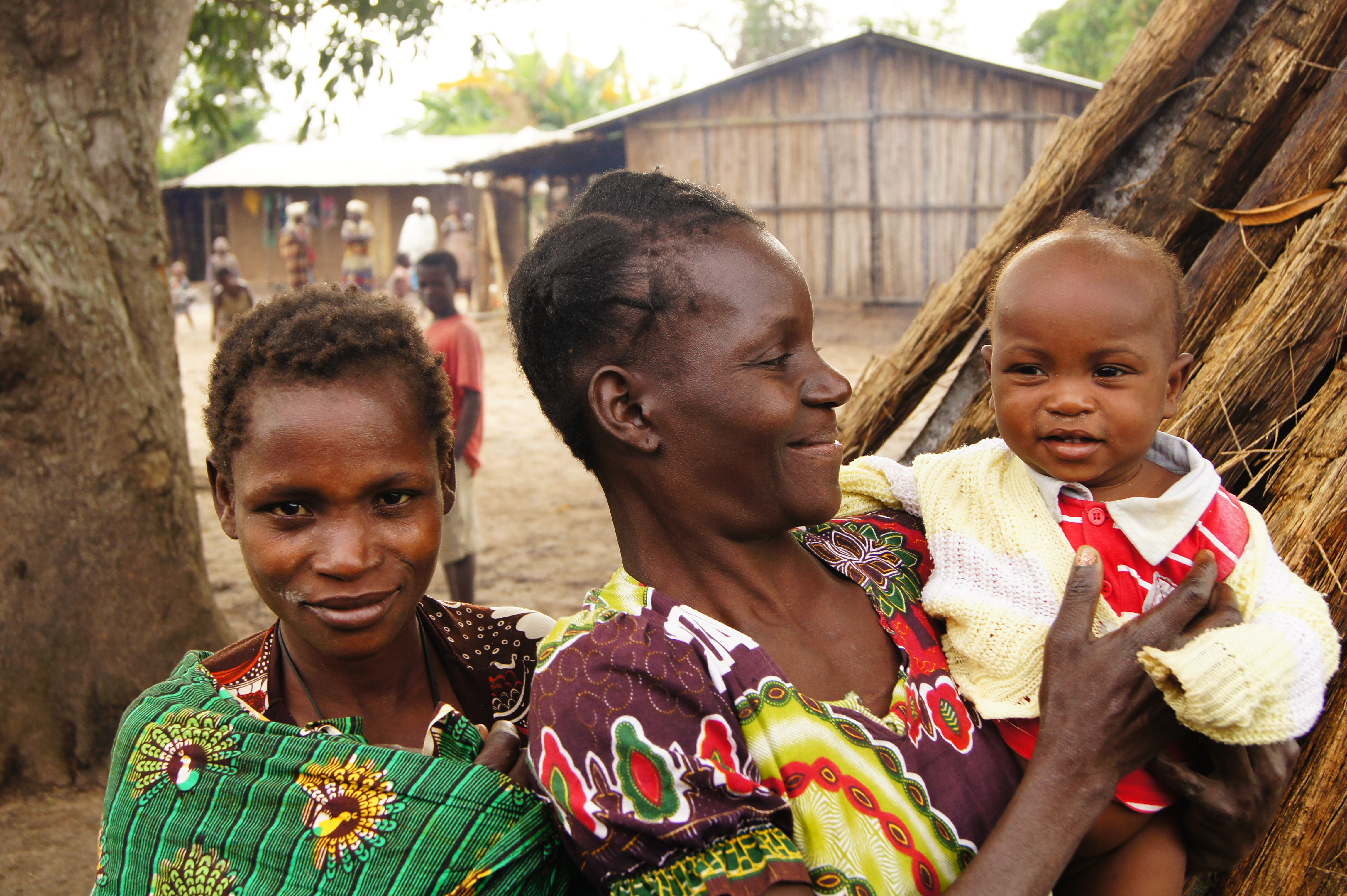
Famille dans un village.

### Démographie
Le pays a perdu beaucoup d'habitants lors de la traite et de sa guerre civile, et la population jeune (la moitié des habitants a moins de 20 ans) augmente rapidement.
En dépit d'un taux de natalité élevé (5 enfants par femme), la croissance naturelle est freinée par la pandémie du sida (12 %). L'accès aux moyens de contraception est limité.
Beira et ses environs ont été frappés le 15 mars 2019 par le cyclone tropical Idai avec des vents qui ont soufflé jusqu'à 205 km/h. Au 26 avril 2019, le bilan serait de plus de 600 morts. C'est le cyclone le plus meurtrier  de la saison cyclonique 2018-2019 dans l'océan Indien sud-ouest.

### Langues
Sur les 43 langues recensées au Mozambique, les principales, par leur nombre de locuteurs de plus de 5 ans, selon le recensement de 1997, sont : l'emakhuwa (3 291 916 locuteurs, soit 26,3 % de la population de plus de 5 ans), le xichangana (1 423 327, soit 11,4 %), l'elomwe (985 920, soit 7,9 %), le sena du Mozambique (876 057, soit 7,0 %), le portugais (809 186, soit 6,5 %), et l'echuwabo (786 715, soit 6,3 %). En ce qui concerne la langue portugaise, selon le recensement de 2007, 50,4 % de la population sait la parler (80,8 % en ville et 36,3 % en campagne) contre 39,5 % en 1997 et 24,4 % en 1980 ; 12,8 % l'utilise comme langue principale à la maison (8,8 % en 1997) ; et 10,7 % la considère comme leur langue maternelle (6,5 % en 1997 et 1,2 % en 1980). À Maputo, la capitale, c'est même 42,9 % des habitants de 5 ans et plus qui ont le portugais comme langue maternelle et 55,2 % comme principale langue au quotidien[réf. nécessaire]. Entre 1997 et 2007 la langue portugaise a progressé dans tout le pays. Les langues bantoues représentent quant à elles les langues maternelles de 85,2 % de la population du pays (93,5 % en 1997 et 98,8 % en 1980). L'Anglais est une langue étrangère très présente parmi les membres de l'élite du pays.
| Rang | Langue maternelle  | Pourcentage de la population | Nombre de locuteurs |
| ---- | ------------------ | ---------------------------- | ------------------- |
| 1    | emakhuwa           | 26,3 %                       | 3 291 916           |
| 2    | xichangana         | 11,4 %                       | 1 423 327           |
| 3    | elomwe             | 7,9 %                        | 985 920             |
| 4    | sena du Mozambique | 7,0 %                        | 876 057             |
| 5    | portugais          | 6,5 %                        | 809 186             |
| 6    | echuwabo           | 6,3 %                        | 786 715             |

| Rang | Langue la plus utilisée au quotidien | Pourcentage de la population |
| ---- | ------------------------------------ | ---------------------------- |
| 1    | emakhuwa                             | 25,4 %                       |
| 2    | portugais                            | 12,8 %                       |
| 3    | xichangana                           | 10,4 %                       |
| 4    | sena du Mozambique                   | 7,1 %                        |
| 5    | elomwe                               | 6,9 %                        |
| 6    | chewa                                | 5,8 %                        |

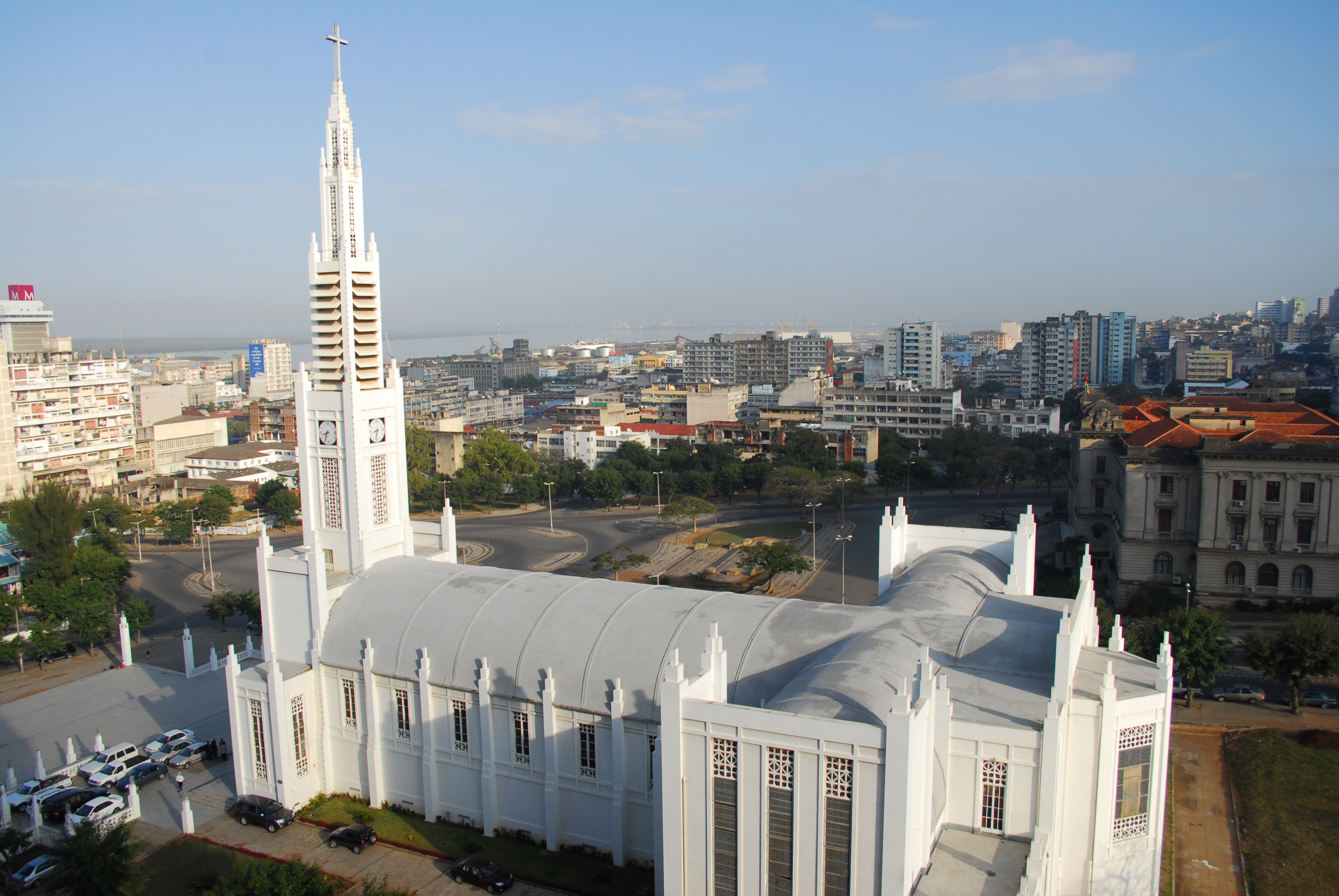
Cathédrale de Maputo.

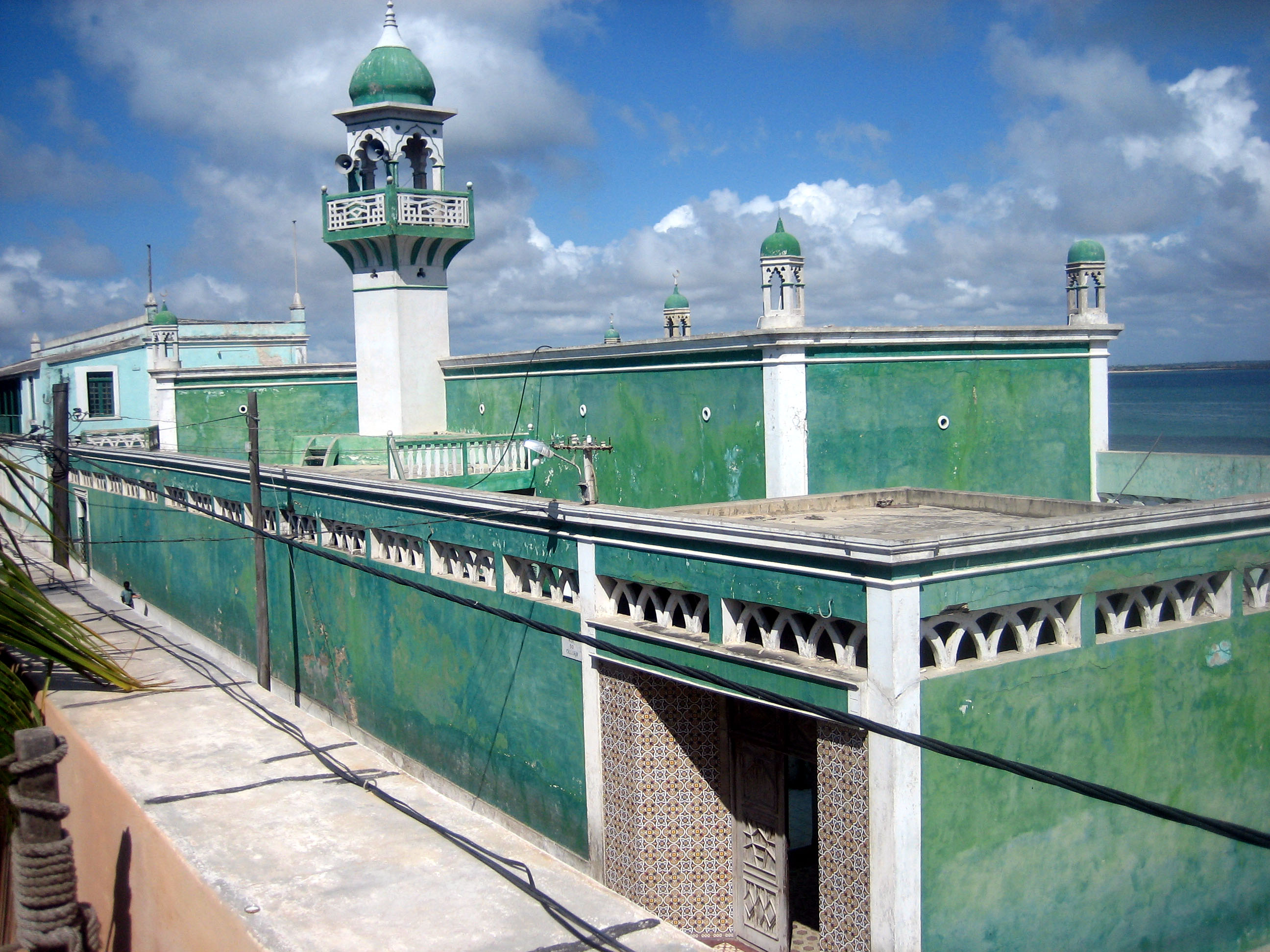
Mosquée sur l'île de Mozambique.

Le pays compte environ 101 ethnies, les plus importantes étant les Makondés, les Tsongas, les Yaos et les Shonas. Il y a également environ 45 000 Européens et 15 000 Sud-Asiatiques, représentant moins de 2% de la population.

### Religions
Selon un recensement de 2017 :
- chrétiens : 59,8 % :
  - catholiques : 27,2 % ;
  - églises africaines : 15,6 % ;
  - évangéliques et pentecôtistes : 15,3 % ;
  - anglicans : 1,7 % ;
- musulmans : 18,9 % ;
- animisme (religions traditionnelles africaines) : 14 % ;
- autres : 4,8 % ;
- sans religion ou non indiqué : 2,5 %.

La Direction nationale des affaires religieuses au ministère de la Justice affirme que les chrétiens évangéliques représentent le groupe religieux le plus rapide en croissance dans le pays. En général, les communautés religieuses ont tendance à trier leurs membres à travers des lignes ethniques, politiques et économiques.

### Santé

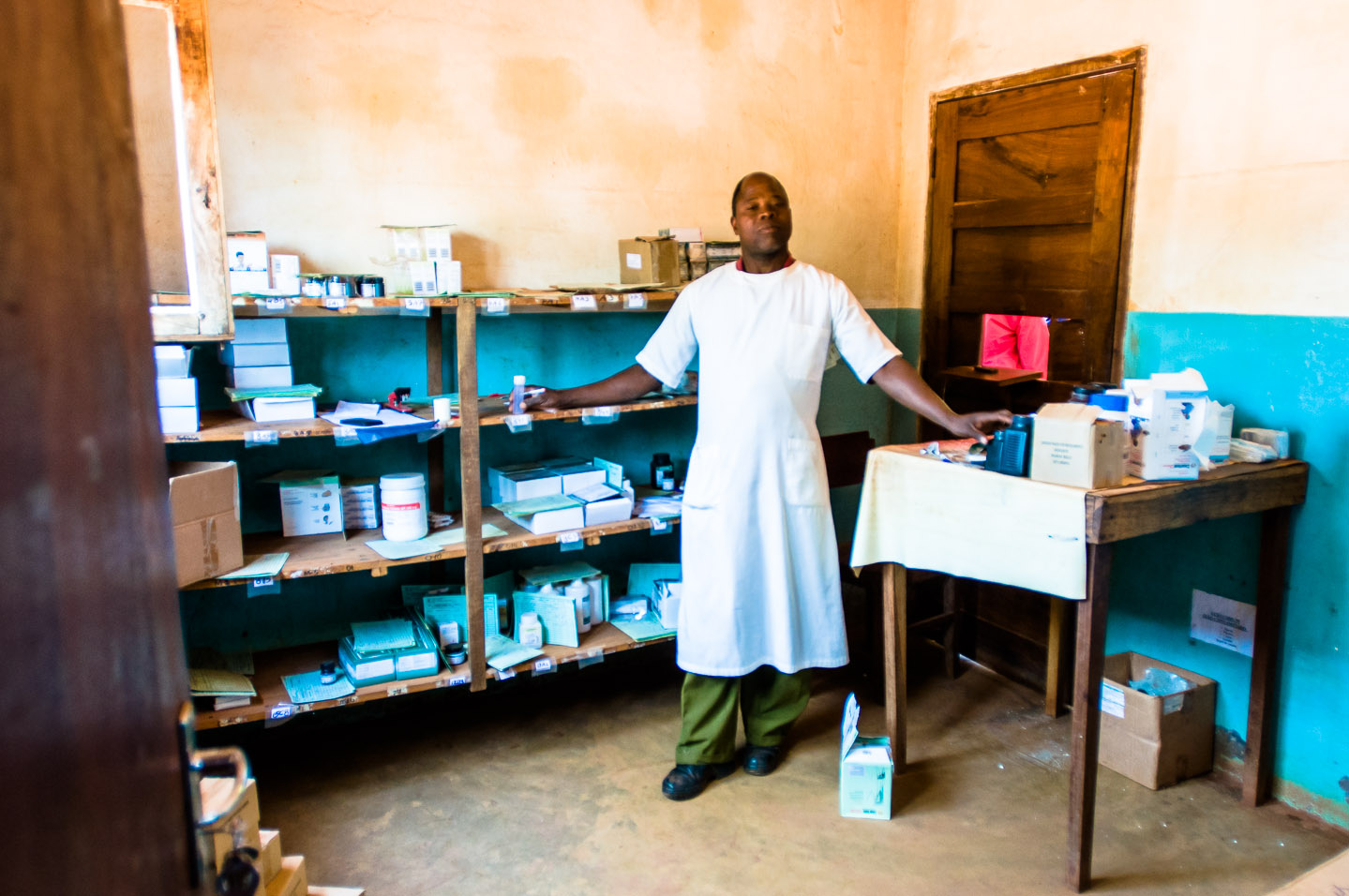
Pharmacien de la province de Niassa.

Au Mozambique, des dizaines de milliers de personnes meurent ou tombent malades en raison du manque d'accès à l'eau potable. La dysenterie, le choléra et les autres maladies hydriques figurent parmi les principales causes de mortalité, avec le paludisme et le sida. Selon les Nations unies, chaque année, plus de 20 000 enfants décèdent de maladies hydriques.
Le pays est bénéficiaire de l'aide internationale et notamment de la part d'Unitaid, ce qui lui a permis notamment de recevoir le traitement de 25 000 enfants par des antirétroviraux.
L'espérance de vie total à la naissance était de 60 ans en 2022 ; le pourcentage de personnage âgée de 12 à 23 ans, immunisées contre la rougeole était de 65% en 2023, gagnant 3% depuis 2021 (62%) mais en 2019 il était de 83%.

### Enfance
Le niveau d'éducation au Mozambique est de neuf ans pour les garçons et de sept ans pour les filles, ce qui donne une moyenne de 8 ans d'éducation (2005) ; le ratio fille/garçon des inscriptions au primaire et au secondaire était de 0,91 en 2020 .
Le pourcentage d'enfant (âgé(e) de 7 à 14 ans) mozambicain actifs économiquement est de 27,4% en 2008 et le travail des enfants (travail familiale non-rémunéré) était de 90,4% également en 2008 selon la Banque mondiale.

## Culture
La cathédrale d’inspiration gothique de Notre-Dame de la Concession a été construite à Maputo en 1944 en forme de croix.

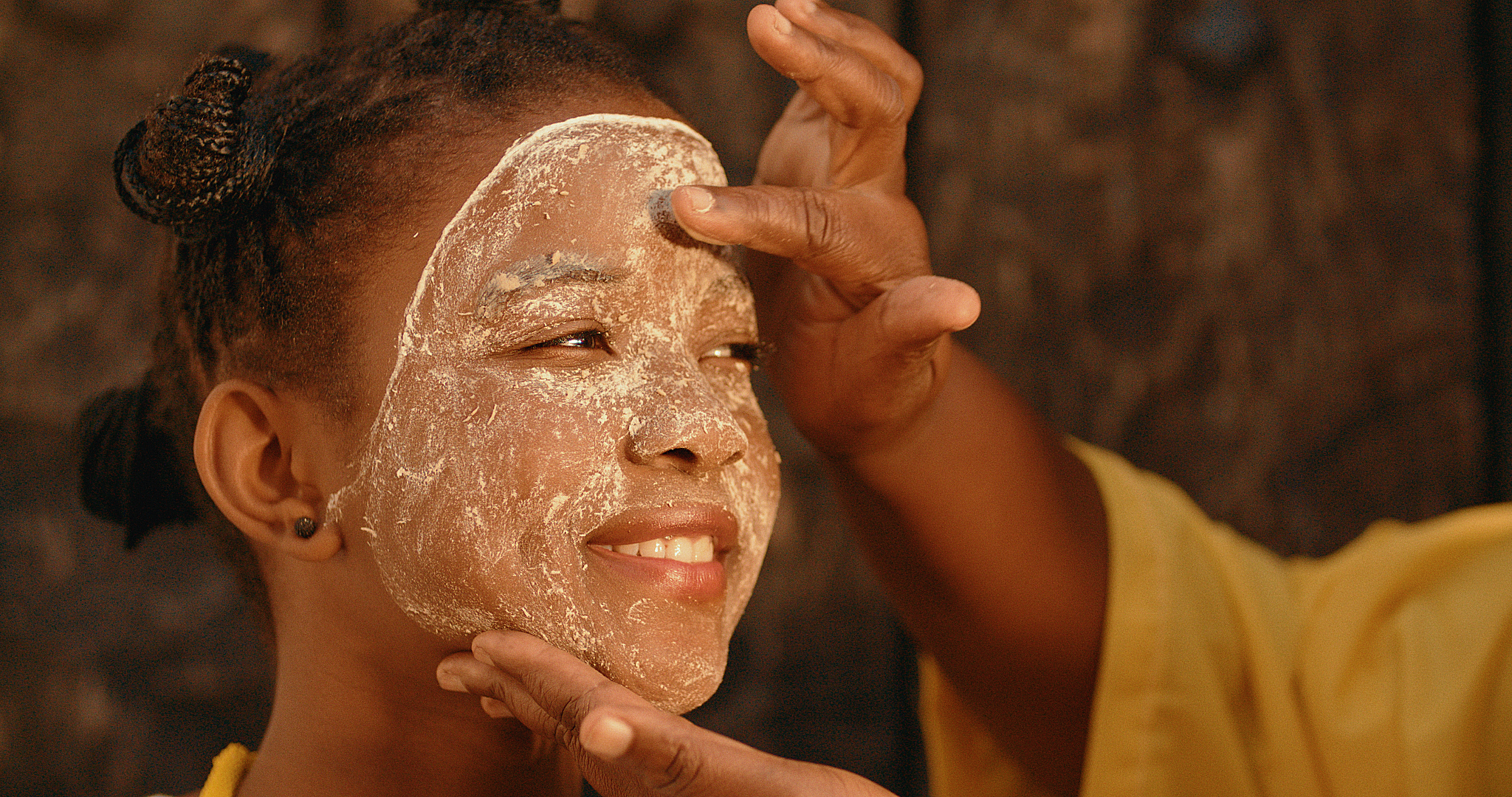
Application de musiro sur le visage d'une jeune fille.

### Sports
L’athlète Maria Mutola a gagné deux médailles olympiques aux 800 mètres, une de bronze aux Jeux Olympiques de 1996 à Atlanta et une autre d’or, aux Jeux Olympiques de 2000 à Sydney. Les sports les plus populaires sont le basket-ball, le football et l’athlétisme. La joueuse de basket-ball Clarisse Machanguana a joué dans la WNBA. 

#### Football
La sélection mozambicaine de football a disputé quatre fois la Coupe d'Afrique des nations, mais elle n’a jamais disputé une Coupe du Monde. Elle occupe le 96e rang dans le classement FIFA en date de décembre 2024; qui enregistre une nette progression dans la performance de l'équipe, sachant qu'elle occupait le 113e rang en date de septembre 2023.

### Fêtes et jours fériés
| Date         | Nom français                                   | Nom local                     |
| ------------ | ---------------------------------------------- | ----------------------------- |
| 1er janvier  | Fête de la fraternité universelle (الجامعة)    | Dia da Fraternidade Universal |
| 3 février    | Jour des héros mozambicains                    | Dia dos Heróis Moçambicanos   |
| 7 avril      | Jour de la femme mozambicaine                  | Dia da Mulher Moçambicana     |
| 25 juin      | Fête de l’indépendance nationale               | Dia da Independência Nacional |
| 7 septembre  | Jour de la victoire                            | Dia da Vitória                |
| 25 septembre | Jour des forces armées de libération nationale | Dia das FPLM                  |
| 4 octobre    | Jour de la paix et de la réconciliation        | Dia da Paz e da Reconciliação |
| 25 décembre  | Jour de la famille                             | Dia da Família                |

### Romans
- Laurent Gaudé, Dans la nuit Mozambique, Actes Sud, 2007,  (ISBN 9782742767816)
- Michèle Manceaux, Les Femmes du Mozambique, Mercure de France, 1975
- Mia Couto, Terre somnambule, Éditions Albin Michel, 1992
- Isabela Figueiredo, Carnets de mémoires coloniales, Éditions Chandeigne, 2021